# Fusako Shigenobu
Fusako Shigenobu (重信 房子?, Shigenobu Fusako; Tokyo, 28 settembre 1945) è un'attivista ed ex terrorista giapponese.
Soprannominata "la regina del terrorismo", è la fondatrice dell'Armata Rossa Giapponese. Nel novembre 2000 fu arrestata in Giappone, dopo trenta anni di latitanza. Nel 2006 è stata condannata a venti anni di carcere.

## Biografia

### Gli inizi
Proveniente da una famiglia appartenente alla destra giapponese, Fusako Shigenobu ricevette una rigida educazione. Al liceo s’iscrisse a un'organizzazione radicale e partecipò a molte manifestazioni e scontri di piazza. Contemporaneamente trovò lavoro come cameriera in un topless bar. Lavorò anche per la Kikkoman Corporation e si laureò alla Università Meiji.

### La lotta armata
Agli inizi degli anni settanta lasciò il Giappone per recarsi in Europa e a Beirut, dove incontrò alcuni appartenenti del Fronte popolare di George Habash, gruppo facente parte del Fronte Popolare per la Liberazione della Palestina. Insieme ai suoi uomini e a quelli del FPLP, la Shigenobu organizzò una serie di attentati e dirottamenti aerei.
Nel febbraio 1971, la Shigenobu si stabilì in Libano, dove fondò il gruppo terroristico denominato Armata Rossa Giapponese. Il 30 maggio 1972 la Shigenobu perse il marito, Tsuyoshi Okudaira, ucciso durante il massacro dell'Aeroporto di Lod. Successivamente collaborò con i regimi siriano, libico, nord coreano e iraniano, trovando rifugio tra gli Hezbollah libanesi.

### La cattura
Agli inizi del 2000, in seguito alla cattura di quattro appartenenti dell'Armata Rossa Giapponese e allo sfaldamento del gruppo terroristico, la Shigenobu tornò in Giappone, insieme a due uomini. Si presentò a un hotel di Takatsuki, esibendo un passaporto con generalità maschili. Questo non fermò i poliziotti, che l'arrestarono dopo trenta anni di latitanza. Ai poliziotti la Shigenobu disse: «La lotta continua».
Nel febbraio 2000 la Shigenobu, mai pentita, fu condannata a venti anni di carcere, per aver organizzato nel 1974 l'assalto all'ambasciata francese dell'Aia.
La giustizia italiana la ritiene responsabile, insieme al connazionale Junzō Okudaira, dell'attentato del 14 aprile 1988 a Napoli con un'autobomba parcheggiata davanti ad un locale dell'United Service Organizations, frequentato da marinai statunitensi, che esplose causando la morte di cinque persone.

### Il rilascio
Il 28 maggio 2022, Fusako Shigenobu viene rilasciata dalla prigione di Tokyo, accolta da una piccola folla di sostenitori e da uno striscione con la scritta "We love Fusako" (Noi amiamo Fusako). All'uscita dal carcere La Shigenobu ha dichiarato che si sarebbe concentrata sulla cura del suo cancro, spiegando che non sarebbe stata in grado di "contribuire alla società" data la sua condizione, affermando che avrebbe continuato a riflettere sul suo passato e "vivere sempre di più con curiosità".  La polizia metropolitana di Tokyo ha infine dichiarato che sarebbe stata posta sotto sorveglianza dopo il suo rilascio.

## Vita privata
Fusako Shigenobu ha una figlia, Mei Shigenobu, nata da una relazione con un uomo palestinese, che nel 2001 divenne cittadina giapponese. La ragazza ha visto la madre soltanto per due mesi.

## Fusako Shigenobu nella finzione cinematografica
Nel 2007 il regista giapponese Kōji Wakamatsu diresse il film United Red Army, narrante la storia dell'Armata Rossa Unita (Rengō Sekigun), un'altra organizzazione terrorista nipponica di estrema sinistra. Fusako Shigenobu fu interpretata dall'attrice Anri Ban.